# Castelo Dunrobin

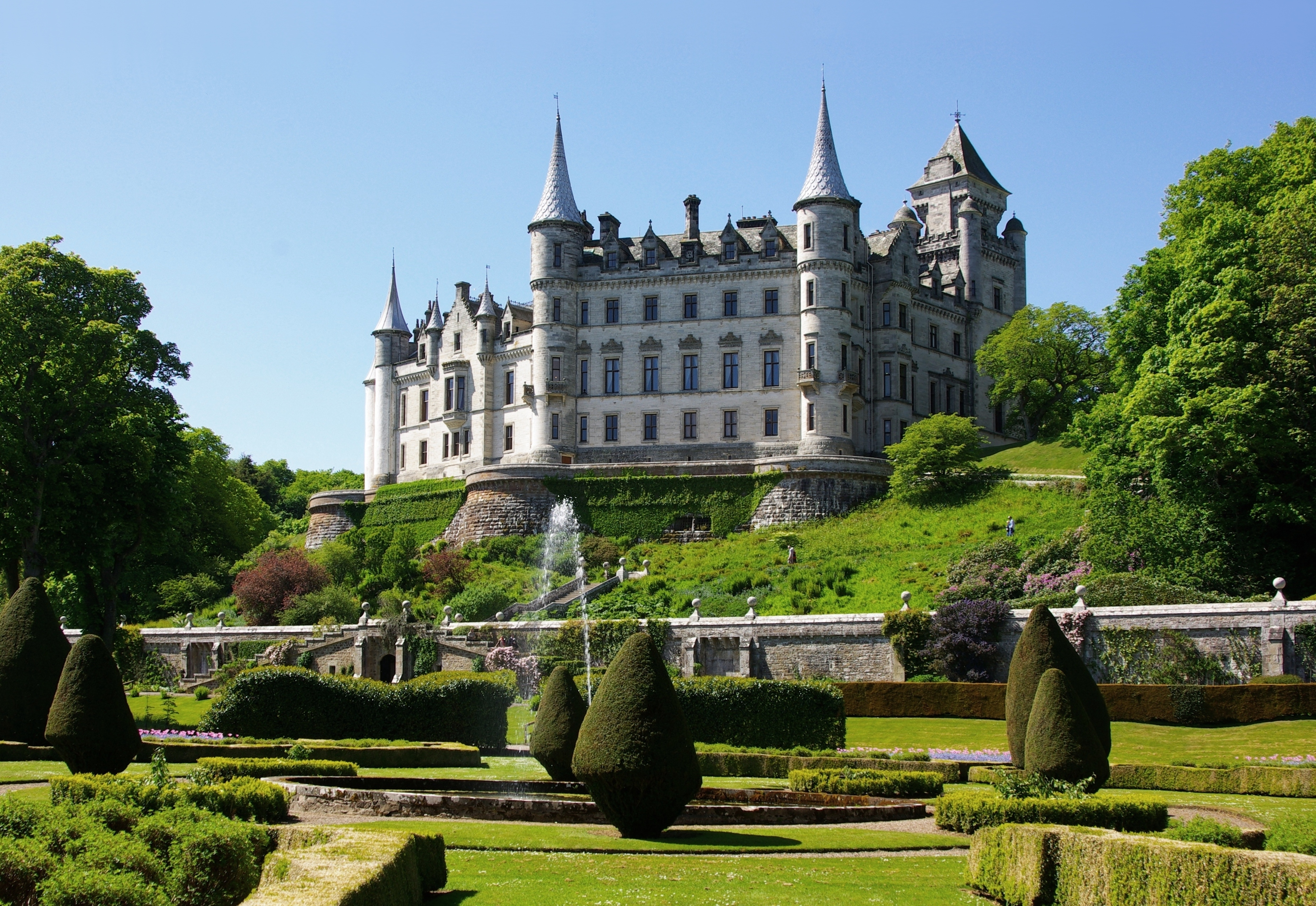
Vista exterior do castelo.

O Castelo Dunrobin é uma importante residência localizada na área de conselho Highland, Escócia. O castelo pertence ao condado de Sutherland. Está localizado a 1,6 km ao norte de Golspie e aproximadamente 8 km ao sul de Brora.